# US 카탄차로 1929
우니오네 스포르티바 카탄차로 1929(이탈리아어: Unione Sportiva Catanzaro 1929 S.r.l.)는 이탈리아 카탄차로를 연고로 하는 축구 클럽이다. 이 팀은 1929년에 창단되었다. 세리에 A에서 가장 마지막으로 뛴 해는 1983년이다.

## 선수 명단

### 현역
참고: FIFA 자격 규정에 따라 소속된 국가대표팀 국기를 표시합니다. 선수는 복수의 FIFA 비회원국 국적을 가지고 있을 수 있습니다.
| 번호 | 포지션 | 국적   | 이름              |
| ---- | ------ | ------ | ----------------- |
| 4    | DF     |        | 마티아스 안토니니 |
| 8    | MF     |        | 라레스 일리에     |
| 9    | FW     |        | 피에트로 이엠멜로 |
| 29   | FW     | 세네갈 | 뎀바 세크         |
| 34   | DF     |        | 필립 브라이트     |

| 번호 | 포지션 | 국적 | 이름 |
| ---- | ------ | ---- | ---- |

## 역대 감독
| 감독            | 임기        |
| --------------- | ----------- |
| 마리오 코르소   | 1983 ~ 1984 |
| 주세페 사바디니 | 1996 ~ 1997 |

틀:US 카탄차로 1929 선수 명단